# 대한민국 형법 제220조
대한민국 형법 제220조는 자격정지 또는 벌금의 병과에 대한 형법각칙의 조문이다.
외국인이 한국 밖에서 이 범죄를 저지르더라도 예외적으로 처벌하고 있다

## 조문
제220조(자격정지 또는 벌금의 병과) 제214조 내지 제219조의 죄를 범하여 징역에 처하는 경우에는 10년 이하의 자격정지 또는 2천만원 이하의 벌금을 병과할 수 있다.
[전문개정 1995.12.29]

## 판례
1. ↑  대한민국 형법 제5조(외국인의 국외범)